# Niwari (Distrikt)
Niwari ist ein Distrikt im indischen Bundesstaat Madhya Pradesh.

## Lage und Geografie

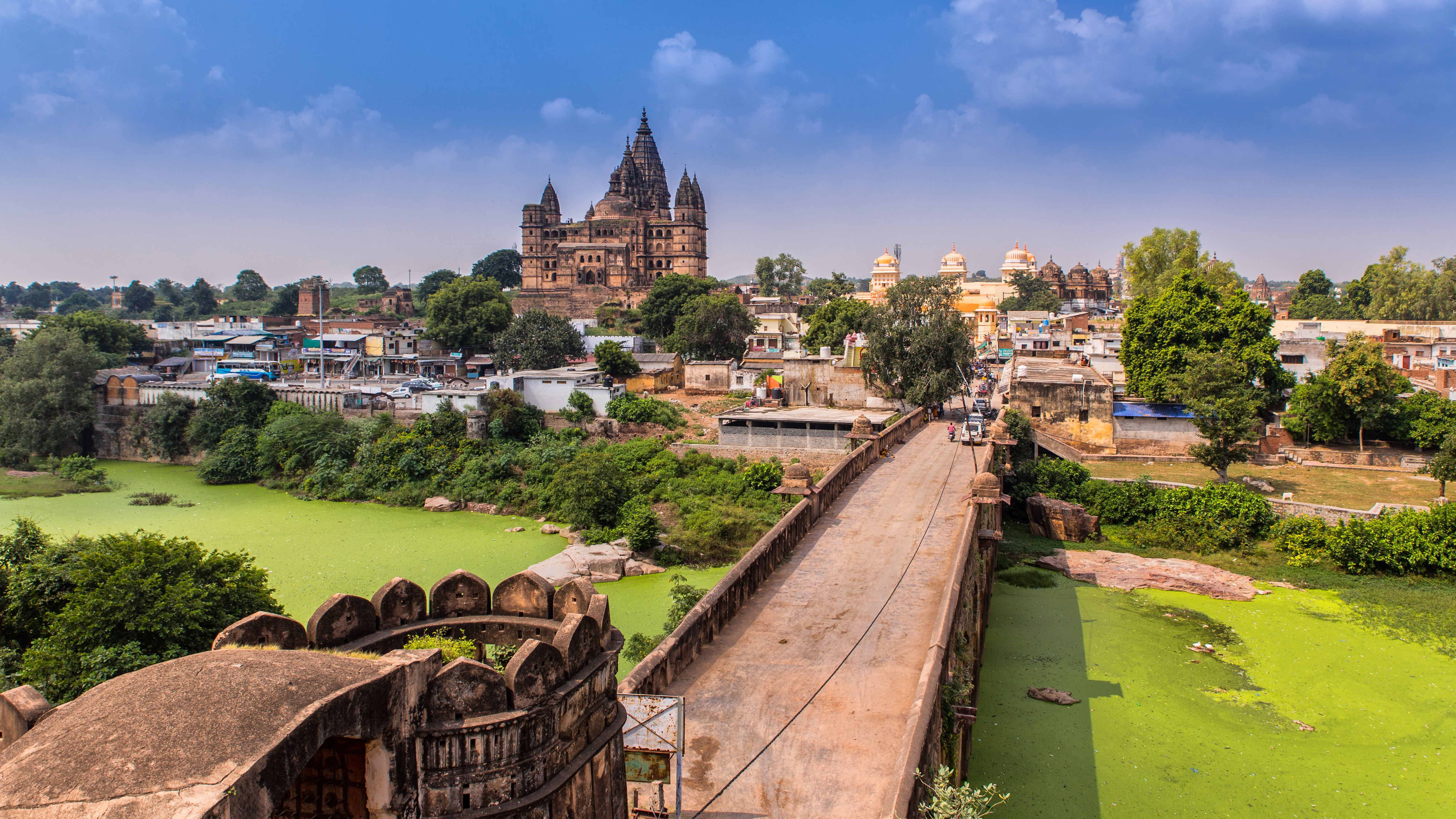
Chaturbhuj-Tempel in Orchha

Der Distrikt liegt im Norden des Bundesstaats Madhya Pradesh an der Grenze zum Bundesstaat Uttar Pradesh. Er grenzt im Westen, Norden und Osten an den Bundesstaat Uttar Pradesh. Im Südosten und Süden grenzt er an den Distrikt Tikamgarh. Der Fluss Betwa durchquert den Distrikt in nördlicher Richtung.

## Geschichte
Der Distrikt wurde am 1. Oktober 2018 aus Teilen des Distrikts Tikamgarh geschaffen. Er wurde aus den heutigen Tehsils (damals noch Unterbezirken) Niwari, Orchha und Prithvipur des Distrikts Tikamgarh gebildet.

## Bevölkerung
Nach der Volkszählung 2011 hat der Distrikt Niwari 404.807 Einwohner. Mit 346 Einwohnern pro Quadratkilometer ist der Distrikt sehr dicht besiedelt. Dennoch ist der Distrikt ländlich geprägt. Von den 404.807 Bewohnern wohnen 325.589 Personen (80,43 %) auf dem Land und nur 79.218 Menschen in städtischen Gemeinden.
Der Distrikt Niwari gehört zu den Gebieten Indiens, die nur gering von Angehörigen der „Stammesbevölkerung“ (scheduled tribes) besiedelt sind. Zu ihnen gehörten (2011) 18.244 Personen (4,51 Prozent der Distriktsbevölkerung). Es gibt zudem 99.441 Dalits (scheduled castes) (24,57 Prozent der Distriktsbevölkerung) im Distrikt.

### Bevölkerungsentwicklung
Wie überall in Indien wächst die Einwohnerzahl im Distrikt Niwari seit Jahrzehnten stark an. Die Zunahme betrug in den Jahren 2001–2011 über 17 Prozent (17,79 %). In diesen zehn Jahren nahm die Bevölkerung um rund 61.000 Menschen zu. Die Entwicklung verdeutlicht folgende Tabelle:

### Bedeutende Orte
Im Distrikt gibt es insgesamt laut der Volkszählung 2011 fünf Orte, die als Städte gelten. Darunter sind mit Prithvipur, Niwari und Orchha drei Orte, die mehr als 10.000 Einwohner zählen.

### Bevölkerung des Distrikts nach Geschlecht
Der Distrikt hatte 2011 – für Indien üblich – mehr männliche als weibliche Einwohner. Von der gesamten Einwohnerschaft von 404.807 Personen waren 213.347 (52,70 Prozent der Bevölkerung) männlichen und 191.460 (47,30 Prozent der Bevölkerung) weiblichen Geschlechts. Bei den jüngsten Bewohnern (60.143 Personen unter 7 Jahren) sind 32.188 Personen (53,52 %) männlichen und 27.955 Personen (46,48 %) weiblichen Geschlechts.

### Bevölkerung des Distrikts nach Sprachen
Die Bevölkerung des Distrikts Niwari ist sprachlich sehr einheitlich. Es sprechen 404.298 Personen (99,87 % der Bevölkerung) eine der zahlreichen Hindi-Sprachen und -Dialekte. Meistgesprochene Sprache ist Bagheli/Baghelkhandi mit 243.815 Sprechern (60,23 % der Distriktsbevölkerung). Ihre Sprecher überwiegen in den Tehsils Niwari und Orchha und sind eine starke Minderheit im Tehsil Prithvipur. Das mündliche moderne Hindi (Standard-Hindi) wird von 159.920 Personen (39,51 % der Distriktsbevölkerung) als Umgangssprache genutzt. Es gibt keine anderweitige Sprachminderheiten.

### Bevölkerung des Distrikts nach Bekenntnissen
Fast alle Bewohner des Distrikts sind Anhänger des Hinduismus. Es gibt nur kleinere Minderheiten von Muslimen und Dschainas. Die genaue religiöse Zusammensetzung der Bevölkerung zeigt folgende Tabelle:
| Jahr                                   | Buddhisten | Buddhisten | Christen | Christen | Hindus  | Hindus | Jainas | Jainas | Muslime | Muslime | Sikhs | Sikhs | Andere Religionen | Andere Religionen | keine Angaben | keine Angaben | Total   | Total    |
| Jahr                                   | Zahl       | %          | Zahl     | %        | Zahl    | %      | Zahl   | %      | Zahl    | %       | Zahl  | %     | Zahl              | %                 | Zahl          | %             | Zahl    | %        |
| -------------------------------------- | ---------- | ---------- | -------- | -------- | ------- | ------ | ------ | ------ | ------- | ------- | ----- | ----- | ----------------- | ----------------- | ------------- | ------------- | ------- | -------- |
| 2011                                   | 53         | 0,01       | 161      | 0,04     | 396.427 | 97,93  | 1616   | 0,40   | 6279    | 1,55    | 33    | 0,01  | 5                 | 0,00              | 233           | 0,06          | 404.807 | 100,00 % |
| Quelle: Ergebnis der Volkszählung 2011 |            |            |          |          |         |        |        |        |         |         |       |       |                   |                   |               |               |         |          |

## Bildung
Dank bedeutender Anstrengungen steigt die Alphabetisierung. Sie ist dennoch noch weit weg vom Ziel der kompletten Alphabetisierung. Typisch für indische Verhältnisse sind die starken Unterschiede zwischen Stadt und Land sowie den Geschlechtern. Fünf von sechs Männern in den Städten können lesen und schreiben – aber weniger als die Hälfte der Frauen auf dem Land.
| Alphabetisierung im Distrikt Niwari    |                   |                   |
| Einheit                                | Volkszählung 2011 | Volkszählung 2011 |
| Einheit                                | Anzahl            | Anteil            |
| GESAMT                                 | 219.654           | 63,12 %           |
| Männer                                 | 136.521           | 74,63 %           |
| Frauen                                 | 83.133            | 50,36 %           |
| STADT GESAMT                           | 48.345            | 74,47 %           |
| Stadt-Männer                           | 28.552            | 84,20 %           |
| Stadt-Frauen                           | 19.793            | 63,82 %           |
| LAND GESAMT                            | 171.309           | 61,97 %           |
| Land-Männer                            | 107.969           | 74,21 %           |
| Land-Frauen                            | 63.340            | 48,38 %           |
| Quelle: Ergebnis der Volkszählung 2011 |                   |                   |

## Verwaltungsgliederung
Ursprünglich bestand der heutige Distrikt nur aus dem Unterbezirk (amtlich Sub-District) Niwari im Distrikt Tikamgarh. Von diesem spalteten sich die Unterbezirke Orchha und noch später Prithvipur ab. Der Distrikt war bei der letzten Volkszählung 2011 in die drei Unterbezirke Niwari, Orchha und Prihvipur aufgeteilt und gehörte damals noch zum Distrikt Tikamgarh in der Division Sagar. Nach der Gründung des Distrikts im Jahr 2018 wurde aus den drei Unterbezirken drei Tehsils.